# Alejandro II de Lieja
Alejandro II de Lieja (¿? - † Roma, Italia, 6 de agosto de 1167) fue príncipe-obispo del principado de Lieja desde 1164 hasta su muerte.

## Biografía
Era probablemente un noble de un señorío del condado de Haspengouw o de Duras. 
En 1130 fue nombrado archidiácono de Haspengouw, en 1135 arcediano de Tréveris, y en 1145 preboste del capítulo de la catedral de san Lamberto (Lieja). 
En octubre de 1165, el arzobispo de Colonia Reginaldo de Dassel hizo exhumar los restos de Carlomagno y los transfirió a un relicario de plata, en preparación para su canonización, que concelebró el 29 de diciembre siguiente con Reginaldo.
Al inicio de 1167 participó junto con el abad del principado de Stavelot-Malmedy en la expedición del emperador Federico I Barbarroja a Italia. El 29 de mayo participó en la batalla de Tusculum. Acompañó al emperador cuando este entró en Roma y se hizo coronar por el antipapa Pascual III. Durante la estancia se infectó de peste negra y murió en Roma el 6 de agosto. Sus restos fueron transportados a Lieja y enterrados en la catedral de san Lamberto (Lieja).

### Citas
1. ↑  Hennebert, F. (1886). Biographie nationale, tom I (en francés). Académie Royale de Belgique, Bruselas: Editorial H. Thiry-Van Buggenhoudt. p. 148. Consultado el 20 de marzo de 2014.
2. 1 2  Mélard, Claude (2013). «L'église impériale: de Frédéric de Namur à Albert de Cuyck». La principauté de Liège Essai de chronologie (en francés). Archivado desde el original el 5 de noviembre de 2013. Consultado el 20 de marzo de 2014.